# Helleristning
En helleristning (tidligere hælleristning fra svensk häll = "flad sten", norsk helle, og rista = skære, ridse ) er en arkæologisk betegnelse for billeder af mennesker, dyr, genstande og symboler af geometrisk eller mere abstrakt type, som er hugget, skåret, slebet eller malet på bjergsider, stenflader og også på fritstående sten.
Som regel findes helleristningene på synlige steder, mens især de malede findes i huler. Helleristninger er kendt fra forskellige perioder og i samtlige beboede verdensdele. Den palæolitiske hulekunst i Frankrig, Spanien, til dels også Sibirien er den mest farverige og varierede. Helleristninger af mere almindelig type forekommer mest i Skandinavien, Nordrusland og Sibirien.
Motiverne kan have religiøs eller magisk betydning. Danmarks største helleristningsfelt er Madsebakke på Nordbornholm.

## I Skandinavien
De rigeste fund ses i Tanum i Bohuslen med over 10.000 motiver, som kom på UNESCOs verdensarvsliste i 1994. De nordiske helleristninger hører til de mest motivrige og stilmæssigt varierede. Man skelner mellem jagtristninger, knyttet til jægerkulturerne i stenalderen og bronzealderens jordbrugsristninger.

### Jagtristninger
Nordens jagtristninger er talrigest i Nordnorge som i Alta med omkring 2.000 enkeltfigurer fordelt på en række lokaliteter. Men også centralt i Oslo finder man et helleristningsfelt. Nogle få af stenalderens helleristninger i Norge fremstiller dyr på naturalistisk vis. Fire af dem ligger ved Trondheimsfjorden. De var nok de allerførste helleristninger i området fra en tid, da grupper af fangstfolk trak fra kysten ind i landet. Det var folk, der flyttede fra boplads til boplads efter dyrenes træk. Bedst kendt blandt norske helleristninger er nok Bølarenen opdaget i 1840'erne. Så sent som i 2001 opdagede man i nærheden en afbildning af en skiløber. Ud fra landhævningen kan skiløberen være indridset så langt tilbage som 3500 f.Kr. I Trøndelag findes Bardal-feltet, kendt fra 1890'erne, hvor der er helleristninger fra 3000-4000 år f.Kr. til omkring Kristi fødsel. Mange senere ristninger er hugget ind i de store skibsfigurer fra tidlig bronzealder og er tværs over nogle af de store fremstillinger af elsdyr. På Fosen er der en helleristning med en elg, der kigger bagud mod flokken. Dyr, der kigger bagud, kendes ellers kun fra ét andet felt i Norge, fra Tysfjord. I Norge kendes også det store helleristningsfelt ved Vingen i ydre Nordfjord, kendt af offentligheden fra 1912.
Et stort felt findes ved Nämforsen i Ångermanland med omkring 2.600 figurer på sten ved fossefaldet.
Jagtristningerne viser som regel dyr som hjort, elg og rensdyr, men også bjørn, hval, sæl, fisk og fugle. Mennesket er et sjældent motiv, men der findes jagtscener, optog og dans. I jagtkunsten ses sjældent sammenhængende scener undtagen i yngre felter som Ausevik, Nämforsen og især i Alta med drivjagt på rensdyrflokke.
I 2017 opdagede man mellem 10.000 og 11.000 år gamle helleristninger af en båd på Valle i Efjorden i Ballangen. Fundet kan vise sig at være verdens ældste helleristninger af en båd.

### Jordbrugsristninger
Bronzealderens billeder kan tolkes som gengivelser af ritualer med dyrkelse af frugtbarhed ("helligt bryllup") og Solens daglige gang over himlen, og kan minde om dyrkelsen af vanerne. Der ses små, skålformede fordybninger (skåltegn), hjulkors, mænd med våben, skibe, processioner, øksebærende mænd med fallos, dyr, jagt- og parringsscener med mere.

## Tolkninger
Ingrid Fuglestvedt, førsteamanuensis i arkæologi ved UiO, arbejder med en oversigt over skandinaviske helleristninger mellem 9500 og 4000 f.Kr. for at vise sammenhæng og forklare motivernes udvikling. Først ser man kun enkle, naturtro billeder af storvildt. Kunsten viser et personligt forhold til dyrene. Man ønskede dyrenes velvilje, så de på sin vis overgav sig frivilligt under jagt, mener Fuglestvedt. Flere tusinde år senere ses en slående ændring: De samme dyr afbildes, men mindre i størrelse og mere stiliseret. Dyrenes kroppe er dekoreret med stregmønstre. Mønstrene er unikke for Skandinaviens forskellige egne og afspejler sandsynligvis klantilhørighed. Respekten for dyrene ændres med behovet for at kontrollere dem. Menneskeskikkelser, skibe og en del geometriske figurer dukker op, dekoreret med stregmønstre. Tre specielt store helleristningsfelter i Skandinavien opstod i den sene periode i Alta (Nordnorge), Vingen (Vestnorge) og Nämforsen (Sverige). Fuglestvedt mener, de kan have været mødesteder for grupper fra fjern og nær. Man ser ristninger med præg, som ikke hører til i det område. Enkeltpersoner er kommet på besøg fra andre egne. Med totemismen ses, at mennesket blev mere optaget af ophav, identitet og socialklasse. Tidlige helleristninger henviser til dyrene som menneskets ophav; de var slægtninge, der måtte respekteres og forhandles med, selv om de også var byttedyr. I totemismen ser mennesket sig adskilt fra dyreverdenen. Flere figurer fra denne sene periode kan man ikke gætte sig til betydningen af. Fuglestvedt foreslår, at det måske ikke var meningen, at alle skulle forstå, hvad de betød. Man havde fået en lagdeling af samfundet, hvor kun de indviede fik kundskab til at forstå symbolerne.
Længe var det en udbredt opfattelse, at helleristninger var lavet for at sikre jagtheld. En helleristet hval skulle sikre god hvalfangst. I dag mener mange forskere i stedet, at helleristningerne var koblet til overgangsriter eller kontakt med åndeverdenen og en anden dimension. Knut Helskog, professor ved Universitetsmuseet i Tromsø, har forsket i stenalderens helleristninger og tolker dem som kommunikation - enten med dyret eller det, som dyret symboliserede - eller som en måde at fortælle en historie eller en myte på. De kan også være ment som en art "advarselsskilte", som fortalte andre, at "Her bor vi, og det er vores territorium". Peter Skoglund ved Göteborgs Universitet har forsket i de langt yngre fodaftryk og publiceret en studie af dem i Norwegian Archaeological Review. Skoglund påpeger, at foden er den eneste del af menneskekroppen, som er afbildet i naturlig størrelse i skandinaviske helleristninger. Han mener derfor, at aftrykkene er knyttet til personen og blev ristet i stenen som en del af en overgangsrite. Kalle Sognnes, tidligere professor ved NTNU, har skrevet om fodristninger i Stjørdalen, og også han knytter dem til et rituelt formål.
I Stjørdalen findes omkring 1.200 enkeltfigurer fordelt på Leirfall-felterne, og de føjer sig ind i et tydeligt mønster med en afstand på 1,5–2 km mellem hvert kendte helleristningsfelt op gennem dalen. Sandsynligvis repræsenterer de bronzealderens landbrugsbopladser og deres helligdomme. Ristninger forestillende fodsåler dominerer.
I sommeren 2015 fandt man et helleristningsfelt i Finnmark - de eneste kendte helleristninger i Varanger. Nu spørger man sig, hvordan det vil gå med udbygningsplanerne for en olieterminal oveni sådan et kulturminde. Tegnene er formentlig fra 5.200-4.200 f.Kr. De afbildede rensdyr har retning ned i fjorden. Anja Roth Niemi fra UiT tolker det til, at billederne skildrer dyrenes trækrute.
Ingen andre norske fylker har så mange helleristninger som Østfold. Omkring 470 felter er fundet. David Vogt ved Oslo universitet har samlet de 470 felter med helleristninger i Østfold i en bog. I hele bronzealderens Nordeuropa blev magten samlet på færre hænder. Omkring 700 - 800 f.Kr. havde høvdingene råd til en stående hær. Når så mange tegn er fundet på et så lille område som Østfold, mener Vogt, de har markeret, hvem der ejede kvæget og græsningerne. Helleristningerne ligger netop, hvor der er græsmarker. De afbildede krigere har ofte horn på hovedet, sandsynligvis en hjelm med horn, som man senere tænkte sig en vikingehjelm. Våbenet er typisk et sværd fra Centraleuropa. Benene har markerede lægge, måske benskinner til at beskytte benene i kamp.
Gådefulde firkanter i nordiske helleristninger er tolket som kobberplader importeret fra Cypern. Kobber er nødvendigt for fremstilling af bronze. Firkantede kobberplader er dateret fra omkring år 1600 til 1400 f.Kr., mens de firkantede helleristningsfigurer netop ligger ved siden af skibstegninger, der kan dateres til samme tid. Isotopanalyser af svenske bronzegenstande tyder på, at flere af dem er lavet med kobber fra det vestlige middelhavsområde i Alperne.
Enkelte udgravede helleristningsfelter kastes til igen for at beskytte dem. Mest kendt er måske "Satanfeltet" ved Årum uden for Fredrikstad. Figuren, der har givet feltet navn, er en spinkel, hoppende skikkelse med fuglemaske på, bevæbnet med sværd og økse.
- Helleristninger på Engelstrupstenen og Herrestrupstenen fra Grevinge Sogn i Odsherred.
- Skåltegn fra øen Endelave nord for Fyn.
- Montage af svenske helleristninger fremhævet med rød farve fra Häljesta, Västmanland.
- Helleristning fra Backa helleristningsområde

## Eksterne links
- Helleristninger – bornholms hellige billeder. fotos, megen information og links
- Arild Hauges billeder af skandinaviske helleristninger
- Northumberland Rock Art Arkiveret 28. juni 2005 hos  Wayback Machine
- Project Rane Arkiveret 14. april 2005 hos  Wayback Machine
- Petroglyphs

| Historie | Spire Denne historieartikel er en spire som bør udbygges. Du er velkommen til at hjælpe Wikipedia ved at udvide den. |